# Hakeem Olajuwon
Hakeem Olajuwon, né Akeem Abdul Olajuwon le 21 janvier 1963 à Lagos au Nigeria, est un joueur nigérian de basket-ball. Il effectue l'intégralité de sa carrière en NBA avec les Rockets de Houston excepté une dernière saison avec les Raptors de Toronto.
Olajuwon est l'un des meilleurs pivots de l'histoire de la ligue, aux côtés de George Mikan, Bill Russell, Wilt Chamberlain, Kareem Abdul-Jabbar, Patrick Ewing, Dikembe Mutombo, David Robinson, Shaquille O'Neal, Moses Malone, ou encore plus récemment le triple MVP serbe Nikola Jokić. Sa dextérité et ses performances sur le terrain lui ont valu le surnom de Hakeem The Dream. Il avait une très bonne mobilité pour son poste de pivot et ses 2,13 mètres.
Il est notamment réputé pour ses qualités de défenseur. Avec 3 830 contres réalisés en 1 238 matches, soit une moyenne de 3,09 contres par match, Hakeem Olajuwon est le contreur le plus prolifique de l'histoire de la NBA. En outre, il est le l'un des intercepteurs les plus prolifiques, dixième en fin de saison 2025 avec 2 162 réalisations, l'un des quatre joueurs à avoir inscrit un quadruple-double, et le joueur ayant inscrit le plus de five-by-five avec 6 réalisations. Il est considéré comme un des meilleurs sportifs africains de l'histoire et finit sa carrière avec deux titres de champion NBA en 1994 et 1995 avec les Rockets de Houston.

## Biographie

### Jeunesse et formation
Hakeem Olajuwon est le troisième des huit enfants d'Alhaji Salaam Olude et d'Alhaja Abike Olajuwon, il grandit au Nigeria, où il s'essaie tout d'abord au football, comme gardien de but. Il rejoint les États-Unis et l'université de Houston, où il évolue aux côtés de Clyde Drexler. Il réalise l'exploit de percer en université en n'ayant commencé le basket qu'à l'âge de 17 ans tout en développant un jeu très complet et plus varié que la plupart des intérieurs de son époque : « Lorsque je suis arrivé à l’université et que je ne savais pas à quoi ressemblait un pivot. Je disais que j’étais arrière. Je ne voulais absolument pas avoir une position. ». L'équipe manque de remporter le titre universitaire en 1983 et 1984 après une défaite 54-52 face aux Hoyas de Georgetown de Patrick Ewing.

### Carrière
Il est sélectionné en première position de la draft 1984 par les Rockets de Houston,, deux places avant Michael Jordan. De confession musulmane, il fait changer son prénom quelques années plus tard, en 1991, et ajoute un « H ». Il pratique alors la religion, et observe même le ramadan durant la saison régulière, bien que cela le diminue physiquement durant cette période, mais il est toujours le meilleur pivot en NBA.
Sa première saison avec 20,6 points et 11,9 rebonds de moyenne lui vaut de finir second au vote du meilleur rookie de l'année derrière Michael Jordan. Il est d'ailleurs le seul joueur avec Jordan à recevoir des votes. Le succès des Rockets est immédiat, associé à Ralph Sampson pour former les « tours jumelles » (Twin Towers, surnom qui sera plus tard attribué à David Robinson et Tim Duncan). Grâce à leurs « tours jumelles », les Rockets atteignent les finales 1986, après avoir notamment éliminé les Lakers de Los Angeles de Magic Johnson en finale de conférence Ouest. Dans cette série Olajuwon va tourner à plus de 30 points et de 11 rebonds de moyenne. Malheureusement, ils perdent la finale face aux Celtics de Boston de Larry Bird. En 1987, c'est la fin des Twin Towers, après le transfert de Sampson aux Warriors de Golden State.
À la suite du transfert de Sampson, les Rockets s'enfoncent progressivement dans le ventre mou de la ligue, même si Olajuwon brille toujours individuellement en étant saison après saison l'un des meilleurs marqueurs, contreurs et rebondeurs de la Ligue. Le 3 mars 1990, contre Golden State, il manque de peu le quadruple-double avec 29 points, 18 rebonds, 11 contres et 9 passes. Il y parvient le 29 mars 1990 contre les Bucks de Milwaukee, en réalisant le troisième quadruple-double de l'histoire de la NBA avec 18 points, 16 rebonds, 10 passes décisives et 11 contres. Cette même année, il est également le meilleur rebondeur et le meilleur contreur de la ligue, devenant l'un des seuls joueurs de l'histoire de la NBA à accomplir cette performance. Jusqu'en 1992, les Rockets ne passeront pas le 1er tour des playoffs malgré les très bonnes performances de Olajuwon.
Il faudra attendre la saison 1992-1993 et l'arrivée au poste d'entraîneur de Rudy Tomjanovich pour revoir les Rockets passer le premier tour des playoffs. Malheureusement, ils se feront éliminer au deuxième tour par les Supersonics  de Seattle de Gary Payton. Sur l'ensemble des playoffs, Olajuwon aura tourné à 25,9 points, 14 rebonds et à 4,9 contres en moyenne.
Olajuwon réalise une très bonne saison 1994 ce qui lui permet de remporter les titres de meilleur défenseur et de meilleur joueur de la ligue (MVP), exploit uniquement réalisé dans l'histoire par Michael Jordan en 1988. Olajuwon brille par son aptitude au contre (il devient ensuite le meilleur contreur de l'histoire de la ligue, devant Kareem Abdul-Jabbar qui a été handicapé par le fait d'avoir passé ses premières années dans la ligue alors que les contres n'étaient pas comptabilisés). Sa dextérité offensive le place parmi les meilleurs marqueurs de la ligue, grâce notamment à son Dream Shake, une feinte sous les panneaux pour créer son tir afin d'éviter les contres des défenseurs adverses.

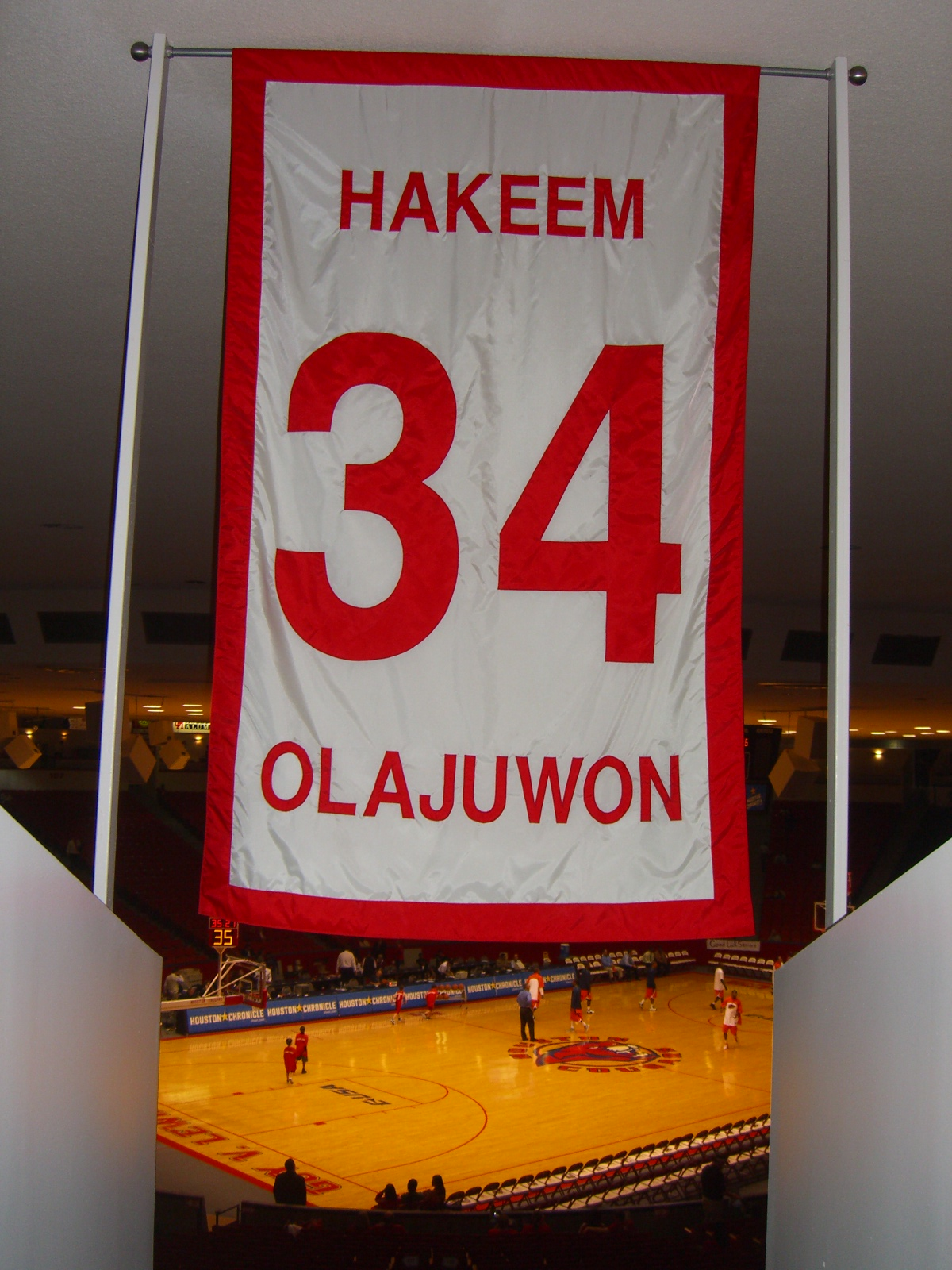
Les Rockets de Houston ont retiré son maillot au no 34.

Il remporte le titre NBA en 1994 par 4 à 3 face aux Knicks de New York, prenant sa revanche sur son grand rival Patrick Ewing qu'il étouffe littéralement durant la série. Menés 3 à 2 par les Knicks, Olajuwon bloque le tir à trois points de John Starks à la dernière seconde du match 6 qui aurait pu donner la victoire à New-York, avant de remporter le titre lors d'un septième match décisif. En 1995, face à un jeune pivot dominant en devenir, Shaquille O'Neal, les Rockets réussissent le back to back profitant de la première retraite de Jordan. Dans cette série, il inscrit trente points ou plus lors de chacune des rencontres disputées devenant au passage le cinquième joueur de l'histoire de la NBA à réaliser une telle performance. Il est à chaque fois nommé meilleur joueur des finales devenant après Jordan le deuxième joueur de l'histoire à remporter cette distinction deux années consécutives. Il est le principal acteur des deux titres NBA des Rockets de Houston.
Sur le déclin et diminué par les blessures à partir de la saison 1997-1998 (où pour la première fois de sa carrière il marque moins de 20 points par match), Olajuwon est finalement transféré durant l'intersaison 2001 aux Raptors de Toronto contre un second choix de Draft de la NBA. Il y joue une saison avant de prendre sa retraite en 2002.
Il reste très certainement le meilleur joueur à avoir évolué aux Rockets de Houston, avec douze participations au NBA All-Star Game.
Olajuwon s’est toujours considéré comme un arrière dans un corps de pivot. Contrairement au pivot type de son époque, il aime jouer face au panier, partir en dribble ou shooter à 4 ou 5 mètres et prend même près de 150 tirs à trois points en carrière. Il juge que le small ball qui domine le jeu dans les années 2015, avec notamment les sacres de Warriors de Golden State, ne réduit pas aux performances des arrières comme Stephen Curry et Klay Thompson : « Le small ball a transformé des arrières traditionnels en star, mais dans mon esprit, la chose la plus importante, c’est que le small ball a libéré les intérieurs de leurs tâches habituelles. Ils ne sont plus confinés dans la raquette (...) Le small ball ne va pas éliminer les intérieurs, mais il va faire disparaître nos vieilles idées sur les postes de jeu (...)  Regardez des gars comme Draymond Green et LaMarcus Aldridge lors des derniers playoffs. Je trouve ça effrayant la manière avec laquelle ils peuvent jouer simultanément comme des arrières et des intérieurs. »

### Prix et distinctions
- 1983 : nommé Most Outstanding Player Winners par la National Collegiate Athletic Association[17]
- 2008 : inscription au Basketball Hall of Fame[18],[19].

### Vie privée
Le 8 août 1996, il épouse Dalia Asafi, le couple donne naissance à deux filles Rahmah et Aisha Olajuwon.
Il a également une fille Abisola Olajuwon, née de son union avec sa compagne Lita Spencer, alors qu'il était étudiant et à qui il avait promis le mariage. À la suite d'un procès, Hakeem a été condamné à verser une pension alimentaire mensuelle de 1500$ à Lita Spencer pour assurer l'éducation de leur fille. Abi Olajuwon est devenue une joueuse de basket-ball ayant joué en WNBA.
Bien que sa base d'opérations soit toujours Houston, Olajuwon passe la plupart de l'année avec sa femme et ses enfants à Amman, en Jordanie. Mais au cours de ses séjours d'été annuel au Texas, la porte de la salle du gymnase est généralement ouverte à ceux qui sont disposés à apprendre comme Kobe Bryant, Yao Ming, Emeka Okafor, Hasheem Thabeet, Dwight Howard, LeBron James ou encore Amar'e Stoudemire qui ont récemment eu droit aux cours du "Dream".

## Palmarès

### Palmarès universitaire
- Finales NCAA contre les Wolfpack de North Carolina State en 1983 et les Hoyas de Georgetown en 1984 avec les Cougars de Houston.
- Most Outstanding Player du Final Four en 1983.

### Palmarès en sélection
- Médaille d'or aux Jeux olympiques d'été de 1996.

### Palmarès en NBA
- 2 × Champion NBA : 1994 et 1995 avec les Rockets de Houston.
- 1 × Finales NBA contre les Celtics de Boston : 1986 avec les Rockets de Houston.
- 3 × Champion de la Conférence Ouest : 1986, 1994 et 1995 avec les Rockets de Houston.
- 3 × Champion de la Division Midwest : 1986, 1993 et 1994 avec les Rockets de Houston.

### Distinctions personnelles
- 2 × NBA Finals Most Valuable Player Award : 1994 et 1995.
- 1 × NBA Most Valuable Player de la saison régulière : 1994.
- 6 × All-NBA First Team : 1987, 1988, 1989, 1993, 1994 et 1997.
- 3 × All-NBA Second Team : 1986, 1990 et 1996.
- 3 × All-NBA Third Team : 1991, 1995 et 1999.
- 2 × NBA Defensive Player of the Year : 1993 et 1994.
- 5 × NBA All-Defensive First Team : 1987, 1988, 1990, 1993 et 1994.
- 4 × NBA All-Defensive Second Team : 1985, 1991, 1996 et 1997.
- 1 × NBA All-Rookie First Team : 1985.
- 2 × Best NBA Player ESPY Award : 1995 et 1996.
- 12 × NBA All-Star Game : 1985 à 1997 (sauf en 1991).
- Meilleur contreur de l'histoire de la NBA avec 3830 contres.
- 3 × Rookie du mois de la NBA lors des mois de décembre 1984, et de février et mars 1985.
- 5 × Joueur du mois de la NBA lors des mois d'avril 1990, janvier, avril et novembre 1993 et février 1995.
- 2 × Meilleur rebondeur NBA : 1989 et 1990.
- 3 × Meilleur contreur NBA : 1990, 1991 et 1993.
- 2 × Joueur ayant pris le plus de rebonds lors de la saison NBA 1988-1989 (1105), et la saison NBA 1989-1990 (1149).
- 2 × Joueur ayant pris le plus de rebonds défensifs lors de la saison NBA 1988-1989 (767), et la saison NBA 1989-1990 (850).
- 1 × Joueur ayant pris le plus de rebonds offensifs lors de la saison NBA 1984-1985 (440).
- 2 × Joueur ayant fait le plus de contres lors de la saison NBA 1989-1990 (376), et la saison NBA 1992-1993 (342).
- 1 × Joueur ayant tenté le plus de tirs lors de la saison NBA 1993-1994 (1694).
- 1 × Joueur ayant commis le plus de fautes personnelles lors de la saison NBA 1984-1985 (344).
- 5 × Joueur ayant le meilleur ratio défensif (Défensive Rating) lors de la saison NBA 1986-1987 (98,8), saison NBA 1987-1988 (98,0), saison NBA 1988-1989 (94,9), saison NBA 1989-1990 (93,4), et en saison NBA 1990-1991 (93,4).
- IBM Award en 1993.
- Sélectionné parmi les Meilleurs joueurs du cinquantenaire de la NBA en 1996.
- Élu au Naismith Memorial Hall of Fame en 2008.
- Son maillot, le no 34 a été retiré par les Rockets de Houston et par l'université de Houston.
- Introduit au FIBA Hall of Fame en 2016[24].

## Records sur une rencontre en NBA
Les records personnels d'Hakeem Olajuwon en NBA sont les suivants :
| Record de la franchise |

| Type de statistique        | Saison régulière | Saison régulière           | Saison régulière  | Playoffs | Playoffs                  | Playoffs      |
| Type de statistique        | Record           | Adversaire                 | Date              | Record   | Adversaire                | Date          |
| -------------------------- | ---------------- | -------------------------- | ----------------- | -------- | ------------------------- | ------------- |
| Points                     | 52               | Nuggets de Denver          | 19 avril 1990     | 49       | @ SuperSonics de Seattle  | 14 mai 1987   |
| Paniers marqués            | 24               | Nuggets de Denver          | 30 janvier 1997   | 20       | @ Jazz de l'Utah          | 27 avril 1995 |
| Paniers tentés             | 40               | Nuggets de Denver          | 30 janvier 1997   | 34       | Suns de Phoenix           | 14 mai 1995   |
| Paniers à 3 points réussis | 1                | 25 fois                    | 25 fois           | 1        | 4 fois                    | 4 fois        |
| Paniers à 3 points tentés  | 2                | 9 fois                     | 9 fois            | 2        | Trail Blazers de Portland | 1er mai 1994  |
| Lancers francs réussis     | 17               | Jazz de l'Utah             | 10 janvier 1993   | 18       | Clippers de Los Angeles   | 1er mai 1993  |
| Lancers francs tentés      | 20               | Magic d'Orlando            | 17 décembre 1989  | 20       | 3 fois                    | 3 fois        |
| Rebonds offensifs          | 15               | @ Knicks de New York       | 14 février 1985   | 11       | @ SuperSonics de Seattle  | 14 mai 1987   |
| Rebonds défensifs          | 22               | @ Pistons de Détroit       | 27 février 1990   | 19       | @ Mavericks de Dallas     | 30 avril 1988 |
| Rebonds totaux             | 25               | 5 fois                     | 5 fois            | 26       | @ Mavericks de Dallas     | 30 avril 1988 |
| Passes décisives           | 12               | @ Warriors de Golden State | 1er décembre 1994 | 10       | Suns de Phoenix           | 18 mai 1995   |
| Interceptions              | 8                | 3 fois                     | 3 fois            | 6        | Nuggets de Denver         | 26 avril 1986 |
| Contres                    | 12               | 2 fois                     | 2 fois            | 10       | @ Lakers de Los Angeles   | 29 avril 1990 |
| Balles perdues             | 11               | Nuggets de Denver          | 19 avril 1990     | 8        | @ Knicks de New York      | 17 juin 1994  |
| Minutes jouées             | 53               | SuperSonics de Seattle     | 10 mars 1987      | 53       | @ SuperSonics de Seattle  | 14 mai 1987   |

## Statistiques
| MVP de la saison | Défenseur de l'année | Meilleur joueur de cette catégorie statistique de la saison |

gras = ses meilleures performances

### Saison régulière
| Saison        | Équipe        | Matchs | Titul. | Min./m | % Tir | % 3pts | % LF | Rbds/m. | Pass/m. | Int/m. | Ctr/m. | Pts/m. |
| ------------- | ------------- | ------ | ------ | ------ | ----- | ------ | ---- | ------- | ------- | ------ | ------ | ------ |
| 1984-1985     | Houston       | 82     | 82     | 35,5   | 53,8  | -      | 61,3 | 11,9    | 1,4     | 1,2    | 2,7    | 20,6   |
| 1985-1986     | Houston       | 68     | 68     | 36,3   | 52,6  | -      | 64,5 | 11,5    | 2,0     | 2,0    | 3,4    | 23,5   |
| 1986-1987     | Houston       | 75     | 75     | 36,8   | 50,8  | 20,0   | 70,2 | 11,4    | 2,9     | 1,9    | 3,4    | 23,4   |
| 1987-1988     | Houston       | 79     | 79     | 35,8   | 51,4  | 0,0    | 69,5 | 12,1    | 2,1     | 2,1    | 2,7    | 22,8   |
| 1988-1989     | Houston       | 82     | 82     | 36,9   | 50,8  | 0,0    | 69,6 | 13,5    | 1,8     | 2,6    | 3,4    | 24,8   |
| 1989-1990     | Houston       | 82     | 82     | 38,1   | 50,1  | 16,7   | 71,3 | 14,0    | 2,9     | 2,1    | 4,6    | 24,3   |
| 1990-1991     | Houston       | 56     | 50     | 36,8   | 50,8  | 0,0    | 76,9 | 13,8    | 2,3     | 2,2    | 3,9    | 21,2   |
| 1991-1992     | Houston       | 70     | 69     | 37,7   | 50,2  | 0,0    | 76,6 | 12,1    | 2,2     | 1,8    | 4,3    | 21,6   |
| 1992-1993     | Houston       | 82     | 82     | 39,5   | 52,9  | 0,0    | 77,9 | 13,0    | 3,5     | 1,8    | 4,2    | 26,1   |
| 1993-1994     | Houston       | 80     | 80     | 41,0   | 52,8  | 42,1   | 71,6 | 11,9    | 3,6     | 1,6    | 3,7    | 27,3   |
| 1994-1995     | Houston       | 72     | 72     | 39,6   | 51,7  | 18,8   | 75,6 | 10,8    | 3,5     | 1,8    | 3,4    | 27,8   |
| 1995-1996     | Houston       | 72     | 72     | 38,8   | 51,4  | 21,4   | 72,4 | 10,9    | 3,6     | 1,6    | 2,9    | 26,9   |
| 1996-1997     | Houston       | 78     | 78     | 36,6   | 51,0  | 31,3   | 78,7 | 9,2     | 3,0     | 1,5    | 2,2    | 23,2   |
| 1997-1998     | Houston       | 47     | 45     | 34,7   | 48,3  | 0,0    | 75,5 | 9,8     | 3,0     | 1,8    | 2,0    | 16,4   |
| 1998-1999     | Houston       | 50     | 50     | 35,7   | 51,4  | 30,8   | 71,7 | 9,6     | 1,8     | 1,6    | 2,5    | 18,9   |
| 1999-2000     | Houston       | 44     | 28     | 23,8   | 45,8  | 0,0    | 61,6 | 6,2     | 1,4     | 0,9    | 1,6    | 10,3   |
| 2000-2001     | Houston       | 58     | 55     | 26,6   | 49,8  | 0,0    | 62,1 | 7,4     | 1,2     | 1,2    | 1,5    | 11,9   |
| 2001-2002     | Toronto       | 61     | 37     | 22,6   | 46,4  | 0,0    | 56,0 | 6,0     | 1,1     | 1,2    | 1,5    | 7,1    |
| Carrière      | Carrière      | 1 238  | 1 186  | 35,7   | 51,2  | 20,2   | 71,2 | 11,1    | 2,5     | 1,7    | 3,1    | 21,8   |
| All-Star Game | All-Star Game | 12     | 8      | 23,2   | 40,9  | 100    | 52,0 | 7,8     | 1,4     | 1,3    | 1,9    | 9,8    |

### Playoffs
| Champion NBA | MVP des finales NBA | Record NBA |

| Saison   | Équipe   | Matchs | Titul. | Min./m | % Tir | % 3pts | % LF | Rbds/m. | Pass/m. | Int/m. | Ctr/m. | Pts/m. |
| -------- | -------- | ------ | ------ | ------ | ----- | ------ | ---- | ------- | ------- | ------ | ------ | ------ |
| 1985     | Houston  | 5      | 5      | 37,4   | 47,7  | -      | 100  | 13,0    | 1,4     | 1,4    | 2,6    | 21,2   |
| 1986     | Houston  | 20     | 20     | 38,3   | 53,0  | 0,0    | 63,8 | 11,8    | 2,0     | 2,0    | 3,5    | 26,9   |
| 1987     | Houston  | 10     | 10     | 38.9   | 61,5  | 0,0    | 74,2 | 11,3    | 2,5     | 1,3    | 4,3    | 29,2   |
| 1988     | Houston  | 4      | 4      | 40,5   | 57,1  | 0,0    | 88,4 | 16,8    | 1,8     | 2,3    | 2,8    | 37,5   |
| 1989     | Houston  | 4      | 4      | 40,5   | 51,9  | -      | 68,0 | 13,0    | 3,0     | 2,5    | 2,8    | 25,3   |
| 1990     | Houston  | 4      | 4      | 40,3   | 44,3  | -      | 70,6 | 11,5    | 2,0     | 2,5    | 5,8    | 18,5   |
| 1991     | Houston  | 3      | 3      | 43,0   | 57,8  | 0,0    | 82,4 | 14,7    | 2,0     | 1,3    | 2,7    | 22,0   |
| 1993     | Houston  | 12     | 12     | 43,2   | 51,7  | 0,0    | 82,7 | 14,0    | 4,8     | 1,8    | 4,9    | 25,7   |
| 1994     | Houston  | 23     | 23     | 43,0   | 51,9  | 50,0   | 79,5 | 11,0    | 4,3     | 1,7    | 4,0    | 28,9   |
| 1995     | Houston  | 22     | 22     | 42,2   | 53,1  | 50,0   | 68,1 | 10,3    | 4,5     | 1,2    | 2,8    | 33,0   |
| 1996     | Houston  | 8      | 8      | 41,1   | 51,0  | 0,0    | 72,5 | 9,1     | 3,9     | 1,9    | 2,1    | 22,4   |
| 1997     | Houston  | 16     | 16     | 39,3   | 59,0  | 0,0    | 73,1 | 10,9    | 3,4     | 2,1    | 2,6    | 23,1   |
| 1998     | Houston  | 5      | 5      | 38,0   | 39,4  | 0,0    | 72,7 | 10,8    | 2,4     | 1,0    | 3,2    | 20,4   |
| 1999     | Houston  | 4      | 4      | 30,8   | 42,6  | -      | 87,5 | 7,3     | 0,5     | 1,3    | 0,8    | 13,3   |
| 2002     | Toronto  | 5      | 0      | 17,2   | 54,5  | -      | 66,7 | 3,8     | 0,4     | 1,4    | 0,8    | 5,6    |
| Carrière | Carrière | 145    | 140    | 39,6   | 52,8  | 22,2   | 71,9 | 11,2    | 3,2     | 1,7    | 3,3    | 25,9   |

## Pour approfondir